# Carl Rorich
Carl Rorich (Nuremberg, 27 de febrer de 1869 - 4 de juliol de 1941) fou un compositor alemany del Romanticisme.
Estudià en l'Escola Reial de Música de Würzburg, i el 1892 fou nomenat professor de l'Escola de Música del gran ducat de Weimar.
Va ser un compositor de talent, com ho proven les seves obres Märchenouvertüre; la suite Waldleben, etc. També se li deuen música coral, peces per a piano, lieder, etc.
El 1908 publicà Materialien für den theoretischen Unterricht.